# Сокольтенанго (муниципалитет)
Сокольтенанго (исп. Socoltenango) — муниципалитет в Мексике, штат Чьяпас, с административным центром в одноимённом посёлке. Численность населения, по данным переписи 2020 года, составила 19 092 человека.

## Общие сведения
Название Socoltenango с языка науатль можно перевести как — поселение укреплённое кувшинами.
Площадь муниципалитета равна 632,7 км², что составляет 0,9 % от площади штата, а наиболее высоко расположенное поселение Циниль, находится на высоте 1153 метра.
В 1958 году началось строительство водохранилище Спойна, а в 1969 году гидроэлектростанции имени Белисарио Домингеса, что привело к затоплению большой территории и переселению затопляемых населённых пунктов.
Он граничит с другими муниципалитетами Чьяпаса: на севере с Лас-Росас, на северо-востоке с Комитан-де-Домингесом, на востоке с Цимолем, на юго-востоке с Ла-Тринитарией и Фронтера-Комалапой, на юге с Чикомусело, на юго-западе с Ла-Конкордией, и на северо-западе с Венустиано-Каррансом.

## Учреждение и состав
Муниципалитет был образован в 1915 году, по данным 2020 года в его состав входит 99 населённых пунктов, самые крупные из которых:
| Код INEGI                  | Населённый пункт                                                                           | Численность населения (2005 год) | Численность населения (2010 год) | Численность населения (2020 год) |
| -------------------------- | ------------------------------------------------------------------------------------------ | -------------------------------- | -------------------------------- | -------------------------------- |
| 083                        | Всего                                                                                      | 15885                            | 17125                            | 19092                            |
| 0001                       | Сокольтенанго (исп. Socoltenango) 16°14′35″ с. ш. 92°21′01″ з. д. (административный центр) | 4674                             | 4863                             | 5244                             |
| 0036                       | Циниль (исп. Tzinil) 16°15′28″ с. ш. 92°19′22″ з. д.                                       | 981                              | 1106                             | 1339                             |
| 0171                       | Пуэрто-Рико (исп. Puerto Rico) 15°56′04″ с. ш. 92°15′21″ з. д.                             | 717                              | 799                              | 900                              |
| 0043                       | Эмилиано-Сапата (исп. Emiliano Zapata) 16°11′03″ с. ш. 92°24′56″ з. д.                     | 607                              | 658                              | 742                              |
| 0031                       | Эль-Сантуарио (исп. El Santuario) 16°06′57″ с. ш. 92°26′17″ з. д.                          | 526                              | 531                              | 607                              |
| 0048                       | Чиуауа (исп. Chihuahua) 16°13′33″ с. ш. 92°24′20″ з. д.                                    | 435                              | 451                              | 512                              |
| 0164                       | Нуэво-Чехель (исп. Nuevo Chejel) 15°56′37″ с. ш. 92°17′11″ з. д.                           | 393                              | 427                              | 497                              |
| —                          | Прочие                                                                                     | 7552                             | 8290                             | 9251                             |
| Названия на карте Генштаба |                                                                                            |                                  |                                  |                                  |

## Экономическая деятельность
По статистическим данным 2000 года, работоспособное население занято по секторам экономики в следующих пропорциях:
- сельское хозяйство и скотоводство — 80 % ;
- промышленность и строительство — 5,6 %;
- торговля, сферы услуг и туризма — 13 %;
- безработные — 1,4 %.

## Инфраструктура
По статистическим данным 2020 года, инфраструктура развита следующим образом:
- электрификация: 99,2 %;
- водоснабжение: 55 %;
- водоотведение: 97,2 %.

## Туризм
В муниципалитете можно побывать в покинутом поселении Копанауастла (с языка науатль — змеиное поселение), и найти церковь Святого Доминика, построенную в XVII веке. Это было поселение народов цоцили и центали, которых позднее переселили в посёлок Ла-Канделария. Также здесь можно обнаружить остатки мельницы и ранчо.